# Pitié pour les rats (téléfilm)
Pitié pour les rats est un téléfilm français réalisé par Jacques Ertaud, diffusé en 1985 dans le cadre de la série télévisée Série noire.

## Fiche technique
- Titre : Pitié pour les rats
- Réalisation : Jacques Ertaud
- Scénario : Jean Amila d'après son roman éponyme, Jacques Ertaud, Didier Cohen
- Genre : Thriller
- Durée : 90 minutes
- Date de diffusion : 23 octobre 1985

## Distribution
- Roger Dumas : Julien Lenfant
- Xavier Deluc : Michel Salgado
- Geneviève Fontanel : Yvonne Lenfant
- Céline Delrieu : Solange Lenfant
- Bruno Allain : José (as Bruno Alain)
- Laurence Badie : Mme Brichaud
- Michel Beaune : Dr. André
- Serge Martina : Désimoni
- Michel Peyrelon : Duval
- Yvon Sarray : Le tueur fou
- Roger Souza : Le vigile
- Michel Léviant : Un inspecteur
- Philippe Bellay : Un inspecteur
- François Dupré : Baudoin
- Bernard Farcy : Chicotte